# Ranger 4
Ranger 4 var en obemannad rymdsond från NASA, med uppdrag att fotografera månens yta. Den sköts upp från Cape Canaveral, med en Atlas LV-3 Agena-B, den 23 april 1962. Av okänd anledning vecklades aldrig solpanelerna ut och batterierna tog slut efter 10 timmar. Rymdsonden kraschade på månen 64 timmar efter uppskjutningen.

### Fotnoter
1. ↑  ”NASA Space Science Data Coordinated Archive” (på engelska). NASA. https://nssdc.gsfc.nasa.gov/nmc/spacecraft/display.action?id=1962-012A. Läst 24 mars 2020.